# آلزاسی

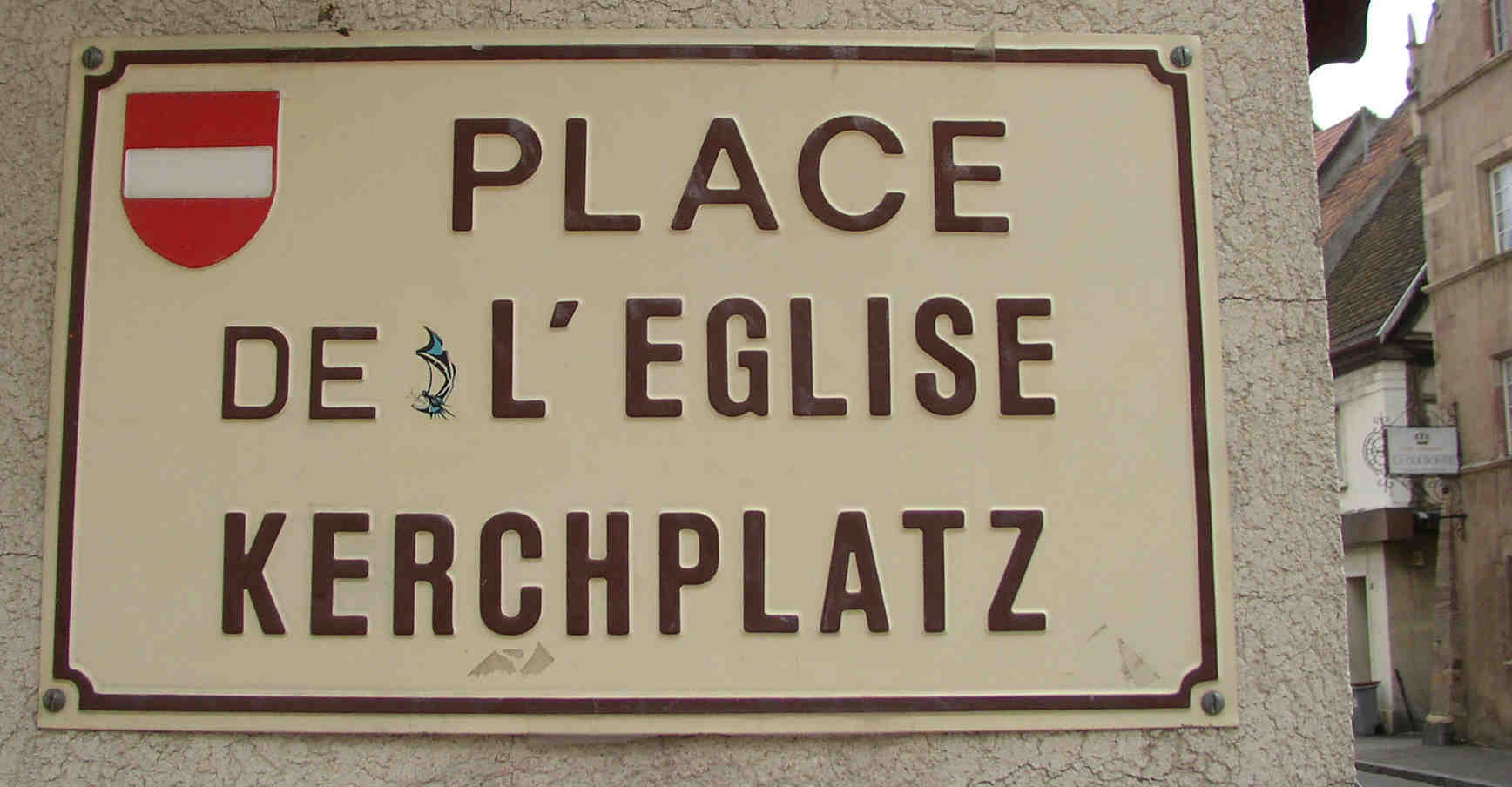
تابلویی به دو زبان فرانسوی و آلزاسی.

آلزاسی گویشی از زبان‌های آلمانیش سفلا در منطقه آلزاس است و به دیگر گویش‌های آلمانیش مانند آلمانی سوئیس و شوابی بسیار نزدیک است. آلزاس نام ناحیه‌ای در شرق کشور فرانسه و در همسایگی آلمان می‌باشد.
طبق قانون اساسی جمهوری پنجم فرانسه، فرانسوی تنها زبان رسمی در این کشور است، اما آلزاسی به عنوان یکی از زبان‌های منطقه‌ای در فرانسه رسمیت یافته‌است. طی سرشماری سال ۱۹۹۹، ۵۴۸ هزار نفر از افراد بالغ گویشوران زبان آلزاسی در فرانسه بوده‌اند که این آمار این زبان را در جایگاه دومین زبان منطقه‌ای از نظر شمار گویشوران (پس از زبان اکسیتان) در فرانسه قرار می‌دهد.
تعداد متکلمان به زبان آلزاسی، همچون تعداد متکلمان به دیگر زبان‌های محلی، در فرانسه در حال کاهش است. در حالی که حدود ۴۳ درصد از جمعیت بالغ در منطقه آلزاس به زبان آلزاسی سخن می‌گویند، ولی استفاده از این زبان در میان نسل‌های جوان‌تر به شدت کاهش یافته‌است.